# Antoine Charles Louis Lasalle
Antoine Charles Louis Collinet, comte de Lasalle, francoski general, * 10. maj 1755, † 6. julij 1809.